# 께삭현
께삭현(베트남어: Huyện Kế Sách / 縣計冊)은 베트남 메콩강 삼각주 속짱성의 현이다.

## 행정 구역
께삭현은 2시진, 11사를 관할하고 있다.

### 시진
- 께삭 시진 (Thị trấn Kế Sách, 計策市鎭)
- 안락톤 시진 (Thị trấn An Lạc Thôn, 安樂村市鎭)

### 사
- 트이안호이 사 (Xã Thới An Hội, 泰安會社)
- 안락떠이 사 (Xã An Lạc Tây, 安樂西社)
- 안미 사 (Xã An Mỹ, 安美社)
- 바찐 사 (Xã Ba Trinh, 巴眞社)
- 다이하이 사 (Xã Đại Hải, 大海社)
- 께안 사 (Xã Kế An, 計安社)
- 께타인 사 (Xã Kế Thành, 計城社)
- 년미 사 (Xã Nhơn Mỹ, 仁美社)
- 퐁넘 사 (Xã Vĩnh Trinh, 豊稔社)
- 찐푸 사 (Xã Vĩnh Trinh, 眞福社)
- 쑤언호아 사 (Xã Xuân Hòa, 春和社)